# 杉澤僚
杉澤 僚（すぎさわ りょう、1971年5月3日 - ）は、NHKのチーフアナウンサー。上智大学卒業。1996年NHK入局。松江放送局→津放送局→名古屋放送局→大分放送局→仙台放送局→東京アナウンス室→G-Media出向→名古屋放送局→東京アナウンス室で勤務。大分局勤務時に大分トリニータの試合の実況を担当し、それ以降、スポーツアナウンサーとしての頭角を現しつつある。
趣味はサッカー観戦。リフレッシュ術はひたすら眠ること、多摩川河川敷を散歩すること。

## 過去の出演番組
松江放送局時代
- 島根のニュース・中継・リポート

津放送局時代
- 三重のニュース・中継・リポート

名古屋放送局時代（1度目）
- 東海三県・東海北陸のニュース

大分放送局時代
- 情報ボックスおおいた（18時台・キャスター）
- オアシスTVおおいた（18時台・キャスター）
- 大分のニュース

仙台放送局時代
- 宮城・東北地方のニュース

東京アナウンス室時代（1度目）
G-Media出向時代
名古屋放送局時代（2度目）
- 東海三県・東海北陸のニュース

東京アナウンス室時代（2度目）（2016年度 - ）
- NHKプロ野球他スポーツ中継（サッカー、バレーボール、ゴルフ、ボクシング、ハンマー投、陸上、ロードレース（英語版）、NBAなど）